# Stanislav Šesták
Stanislav Šesták (Demjata, 16 de desembre de 1982) és un futbolista eslovac. Juga de davanter i el seu actual equip és el VfL Bochum de la 2. Bundesliga que va realitzar un pagament per la seva fitxa amb la suma de 2.600.000 € fins al 30 de juny de 2016.

## Internacional
Ha estat internacional amb la Selecció de futbol d'Eslovàquia, ha jugat 45 partits internacionals i ha marcat 11 gols.

### Participacions en Copes del Món
| Mundial                        | Seu        | Resultat    |
| ------------------------------ | ---------- | ----------- |
| Copa Mundial de Futbol de 2010 | Sud-àfrica | 8° de final |

## Clubs
| Club                 | País       | Any          |
| -------------------- | ---------- | ------------ |
| FC Tatran Prešov     | Eslovàquia | 2001-2002    |
| SK Slovan Bratislava | Eslovàquia | 2003-2004    |
| MSK Žilina           | Eslovàquia | 2004-2007    |
| VfL Bochum           | Alemanya   | 2007-2010    |
| MKE Ankaragücü       | Turquia    | 2010-2011    |
| VfL Bochum           | Alemanya   | 2011-2012    |
| Bursaspor            | Turquia    | 2012-2014    |
| VfL Bochum           | Alemanya   | 2014-Present |